# Essert FR
| FR ist das Kürzel für den Kanton Freiburg in der Schweiz. Es wird verwendet, um Verwechslungen mit anderen Einträgen des Namens Essert zu vermeiden. |

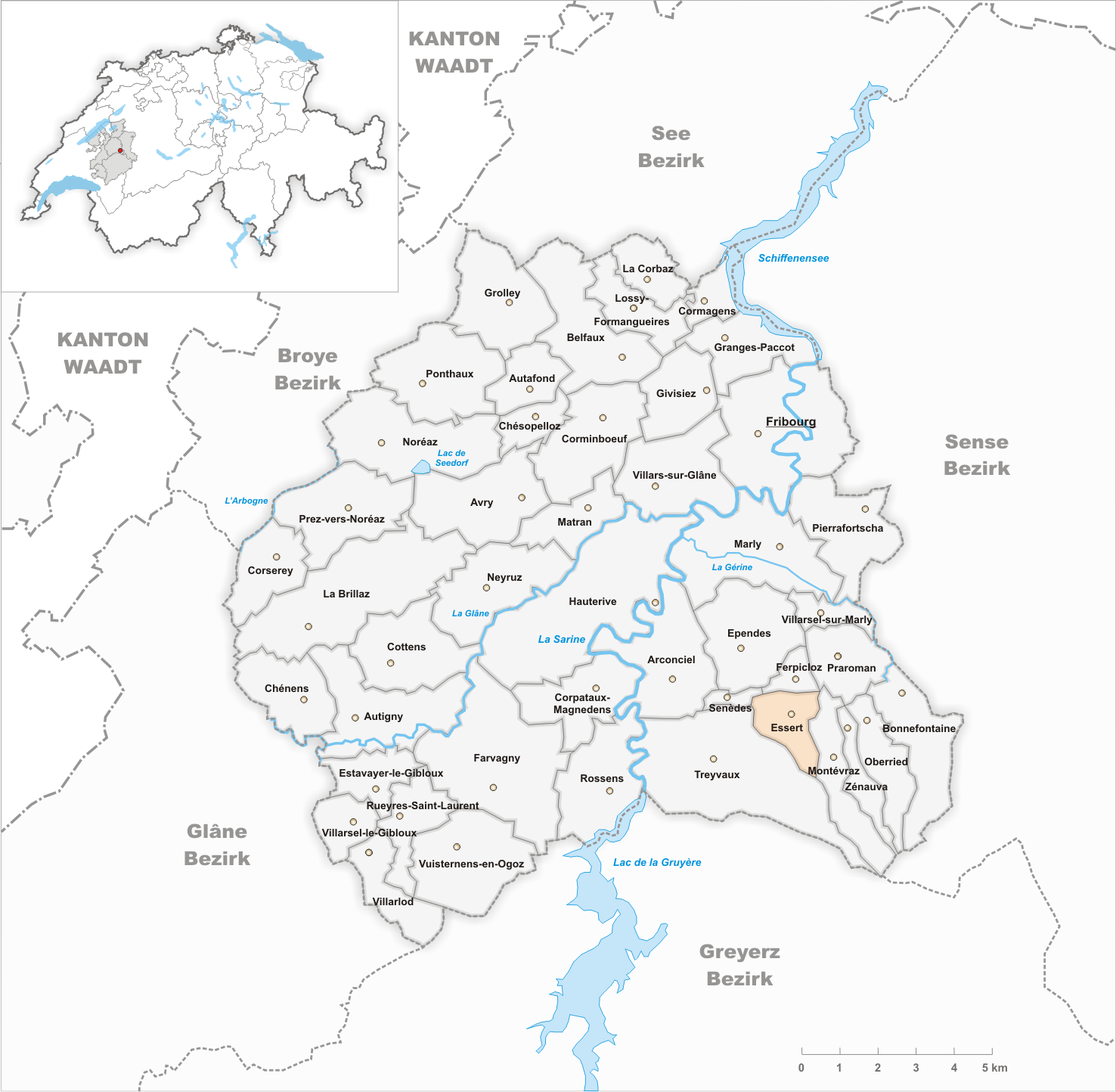
Gemeindestand vor der Fusion am 1. Januar 2003

Essert (Freiburger Patois Échêⓘ) ist eine Ortschaft und früher selbständige politische Gemeinde im Saanebezirk des Kantons Freiburg in der Schweiz. Der frühere deutsche Name Ried (bzw. Oberried) wird heute nur noch selten verwendet. Am 1. Januar 2003 wurde Essert mit fünf weiteren Gemeinden zur neuen Gemeinde Le Mouret zusammengeschlossen. Essert ist nicht zu verwechseln mit Oberried FR in derselben Gemeinde.

## Geographie
Essert liegt auf 818 m ü. M., acht Kilometer südlich der Kantonshauptstadt Freiburg (Luftlinie). Das Dorf erstreckt sich an aussichtsreicher Lage auf einem Geländevorsprung über dem Tal des Ruisseau du Pontet, am Osthang des Bois Derrey, im Hügelland am Nordfuss der Alpen. Die ehemalige Gemeindefläche betrug rund 2,5 km². Das Gebiet reichte von der Talmulde südlich des Bois d'Amont über den Waldhügel Bois Derrey (886 m ü. M.) und das Tal des Ruisseau du Pontet bis auf die Höhe bei Montévraz (bis 945 m ü. M.).

## Bevölkerung
Mit 259 Einwohnern (2002) zählte Essert vor der Fusion zu den kleinen Gemeinden des Kantons Freiburg. Im Jahr 1870 hatte das Dorf 192 Einwohner, 1950 237 Einwohner. Zu Essert gehörte auch ein kleiner Teil der früher durch zahlreiche Gemeindegrenzen zerschnittenen Siedlung Le Mouret. In der Umgebung von Essert gibt es zahlreiche Einzelhöfe.
Einwohnerzahlen: Volkszählungsdaten

## Wirtschaft
Essert war bis in die zweite Hälfte des 20. Jahrhunderts ein vorwiegend durch die Landwirtschaft geprägtes Dorf. Im 19. Jahrhundert war auch die Herstellung von Strohhüten verbreitet. Noch heute haben die Milchwirtschaft und die Viehzucht sowie in geringerem Mass der Ackerbau einen wichtigen Stellenwert in der Erwerbsstruktur der Bevölkerung. Einige weitere Arbeitsplätze sind im lokalen Kleingewerbe und im Dienstleistungssektor vorhanden. In den letzten Jahrzehnten hat sich das Dorf dank seiner attraktiven Lage auch zu einer Wohngemeinde entwickelt. Viele Erwerbstätige sind deshalb Wegpendler, die hauptsächlich in der Region Freiburg arbeiten.

## Verkehr
Das Dorf liegt abseits der grösseren Durchgangsstrassen oberhalb der Hauptstrasse von Freiburg via La Roche nach Bulle. Die Hauptzufahrt erfolgt von Le Mouret. Essert besitzt selbst keine Anbindung an das Netz des öffentlichen Verkehrs, die Busse der Linie Freiburg-La Roche-Bulle halten aber an der Hauptstrasse unterhalb des Dorfes.

## Geschichte
Die erste urkundliche Erwähnung des Ortes erfolgte 1180 unter dem Namen Esserz. Seit 1228 ist der heutige Name und seit 1377 die deutsche Version Ried bezeugt. Der Ortsname ist auf exsartum, das Partizip Perfekt des spätlateinischen Wortes exsarire (roden, urbar machen) zurückzuführen.
Seit dem Mittelalter hatte das Kloster Hauterive Grundbesitz auf dem Gebiet von Essert. Im Verlauf des 15. Jahrhunderts gelangte das Dorf unter die Herrschaft von Freiburg und wurde der Alten Landschaft (Burgpanner) zugeordnet. Nach dem Zusammenbruch des Ancien Régime (1798) gehörte Essert während der Helvetik zum Bezirk La Roche und ab 1803 zum Bezirk Freiburg, bevor es 1848 mit der neuen Kantonsverfassung in den Saanebezirk eingegliedert wurde.
Im Jahr 1996 entstand die Idee einer grossflächigen Gemeindefusion. Am 13. Juni 2002 votierten die Stimmberechtigten von Essert mit einem Ja-Anteil von 92 % für die Fusion. Mit Wirkung ab 1. Januar 2003 wurden deshalb die vorher selbständigen Gemeinden Essert (FR), Bonnefontaine, Montévraz, Oberried (FR), Praroman und Zénauva zusammengelegt. Die neue Gemeinde erhielt den Namen Le Mouret.

## Sehenswürdigkeiten
Die Dorfkapelle Sainte-Anne wurde 1526 erbaut. Kirchlich gehört Essert zur Pfarrei Treyvaux. Auf der östlichen Talseite des Ruisseau du Pontet steht das Schloss Grande Riedera, das 1639 errichtet wurde, einen runden Treppenturm, eine Einfriedungsmauer und eine Schlosskapelle aus der Erbauungszeit besitzt. Seit 1990 dient die Grande Riedera als Kulturzentrum, in dem Ausstellungen und Konferenzen durchgeführt werden. Auch ein Hundemuseum befindet sich dort.